# Marian Court College
Il Marian Court College è un college quadriennale sito a Swampscott contea di Essex nella regione North Shore dello stato del Massachusetts a nord della città di Boston. Il Marian Court College è un'istituzione della chiesa cattolica ed è nato nel 1964 dal patrocinio delle Suore della Misericordia.

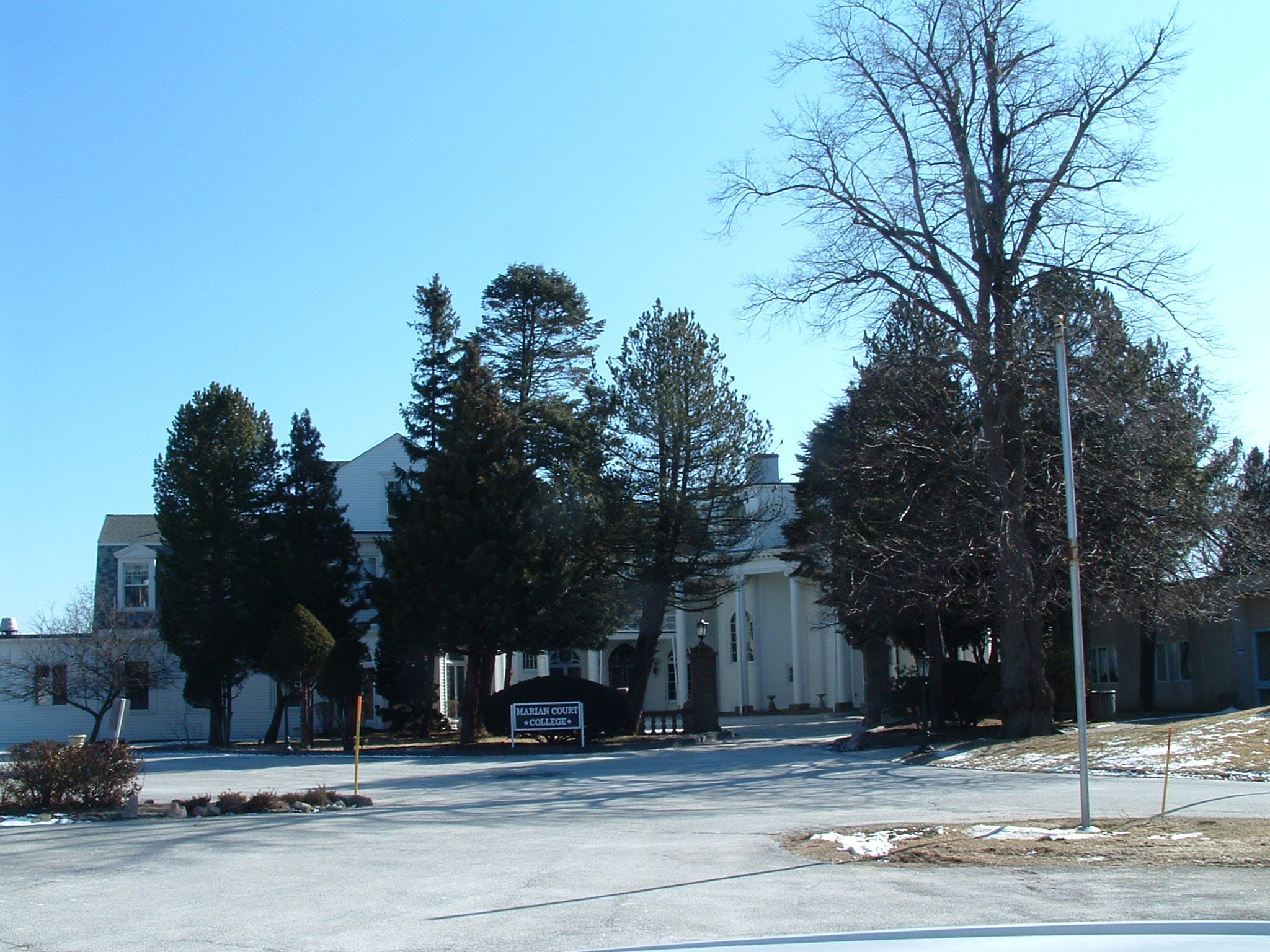
Vista di fronte

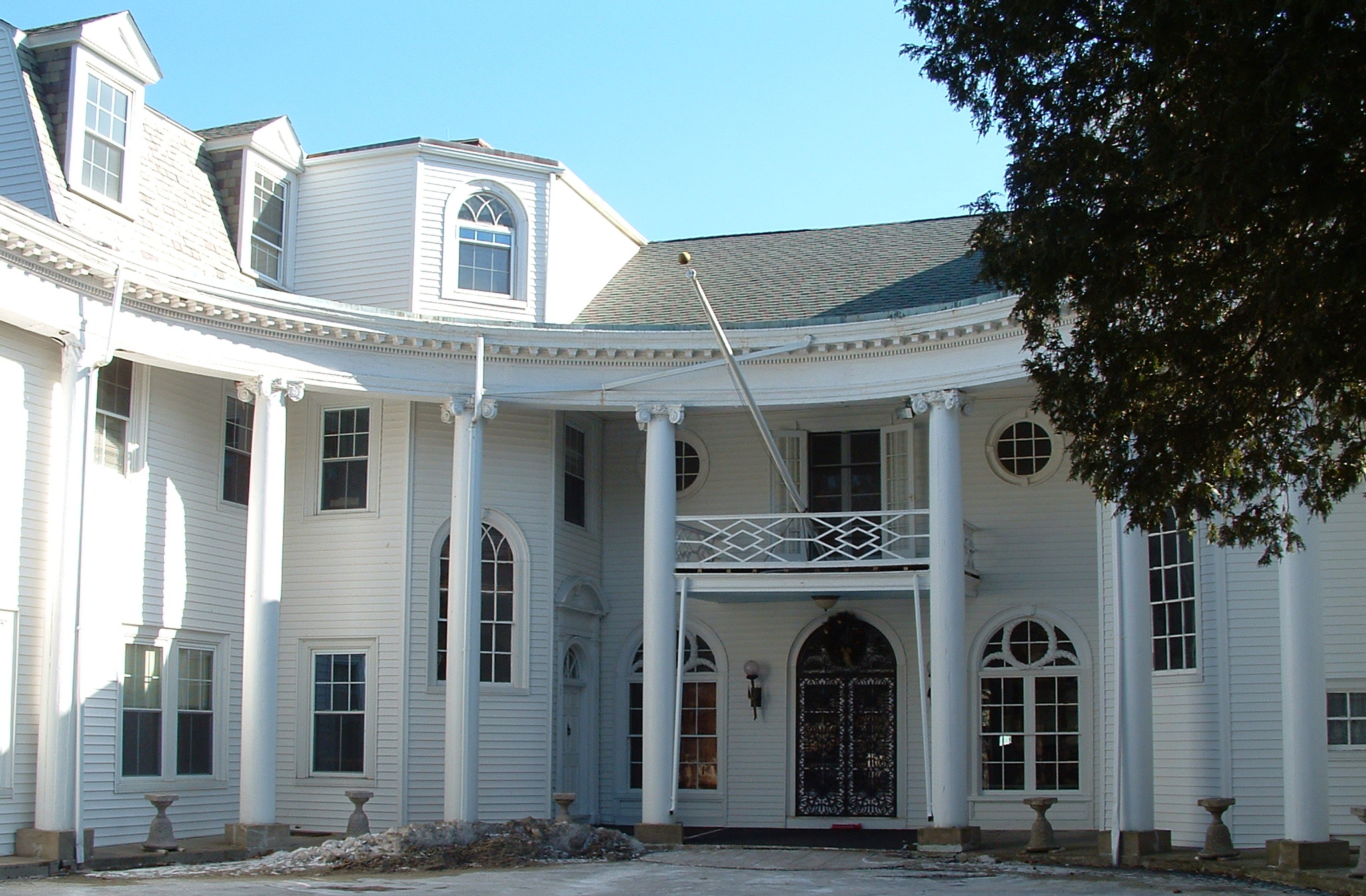
Ingresso

Il suo campus è basato su una proprietà di fronte all'oceano, esso include la casa bianca estiva di Calvin Coolidge trentesimo presidente degli U.S.A. dal 1923 al 1929, nell'edificio sono state costruite delle classi per far seguire le lezioni agli studenti.
I corsi del college si svolgono sia al mattino che alla sera, essi portano al conseguimento dell'Associate in Science degree, ma vengono anche offerti diversi programmi di certificazione che fanno ottenere un minimo di 24 crediti i quali possono essere riconosciuti agli studenti che decidono di continuare gli studi ed iscriversi ad un corso di due anni per l'ottenimento di un Associate degree. Nel 2014 il college conta 350 studenti.
Il Marian Court College è accreditato dalla New England Association of Schools and Colleges (NEASC).

## Programmi accademici dei corsi di Associate in Science degree
- Accounting (Contabilità)
- Business Management
- Criminal Justice Administration (Amministrazione della giustizia penale)
- Entrepreneurship (Imprenditorialità)
- Fashion Merchandising
- Hospitality Management
- Liberal Studies (Studi Liberali)
- Marketing
- Medical Office Management (Gestione Ufficio Medico)
- Paralegal Studies (Studi Paralegali)
- Sport Management

## Programmi di certificazione
- Accounting (Contabilità)
- Medical Office Management (Gestione Ufficio Medico)
- Medical Transcription (Trascrizione Medica)
- Paralegal (Paralegale)